# Simeon Olelkovič
Simeon (Simon) Olelkovič (belorusko Сямён Алелькавіч, Sjamjon Aleljkavič, ukrajinsko Семен Олелькович, Semen Olelkovič, litovsko Simonas Olelkaitis) je bil slutski knez (1443–1455) in  zadnji knez Kijevske kneževine (1454–1470), * 1420, Slutsk, † 1470, Kijev. 
Simeon je bil član družine Olelkovič, rutenizirane pravoslavne veje dinastije Gediminovičev, in pravnuk velikega litovskega kneza Algirdasa. Po očetovi smrti je podedoval Kijevsko kneževino. Vodil je neodvisno politiko, se boril s Krimskimi Tatari, vzdrževal tesne vezi s Kneževino Moldavijo, genovskimi kolonijami in kneževino Teodoro na Krimu, ki jo je kmalu zatem osvojil  nastajajoči Krimski kanat. 
Poročen je bil z Marijo (u. 1501), hčerko Jana Gasztołda, s katero je imel tri otroke: Vasilija Semjonoviča (u. 1495), Aleksandro, ženo Fjodorja Ivanoviča Borovskega, in Sofijo (u. 1483), ženo Mihaela III. Tverskega, zadnjega tverskega kneza.
Po smrti Simona Olelkoviča se je Kijevska kneževina preoblikovala v Kijevsko vojvodstvo. Njegov sin je kot odškodnino prejel Pinsko kneževino, vendar je umrl mlad in ga je najprej nasledila mati Marija, po njeni smrti pa njegov svak Fjodor. Nobeden od Simeonovih otrok ni imel potomcev.